# Eino Forsström
Eino Vilho Forsström (Helsinki, 10 aprile 1889 – Helsinki, 26 luglio 1961) è stato un ginnasta finlandese.

## Palmarès

### Giochi olimpici
- Argento a Stoccolma 1912 nel concorso libero a squadre
- Bronzo a Londra 1908 nel concorso a squadre